# 별난 며느리
《별난 며느리》는 2015년 8월 17일부터 2015년 9월 22일까지 KBS 2TV에서 방영된 월화 미니시리즈이다.

## 줄거리
며느리 체험이라는 예능 프로그램에 출연하게 된 걸그룹 멤버와 가상 시어머니가 된 종갓집 종부의 한판 승부를 담아낸 홈 코믹 명랑드라마.

## 등장인물

### 주요 인물
- 김다솜: 오인영 역 - 한때는 잘 나갔던 4인조 걸그룹 ‘루비’의 멤버. 데뷔 후 한동안 인기가 좋아서 왕성하게 활동했지만 그 이후로 후속 앨범마다 실패하면서 그룹 존속 여부가 불투명한 상태.
- 고두심: 양춘자 역 - 이천 차씨 종갓집 25대 종부. 장의 명인이었던 시어머니의 솜씨를 이어 받은 종갓집 장의 명인.
- 류수영: 차명석 역 - 양춘자의 큰 아들. 대학교 수학 조교수로 좋아하는 거 수학, 잘하는 거 수학... 고지식하고 수학 이외엔 잘하는 게 없어서 실생활에선 완전 허당

### 종갓집 식구들
- 곽희성: 차동석 역 - 양춘자의 둘째 아들. 매사에 진지하지 못하고 대충 해결하려 한다. 허풍도 좀 있고 한탕주의도 있는. 과거에 홍대에서 인디밴드도 좀 하다가 비전이 없어 기획사도 차렸었다가 결국 집까지 날려먹고 지금은 양춘자 집에 들어와 종갓집 장을 사업화해서 한탕 벌 궁리 중이다.
- 김윤서: 김세미 역 - 양춘자의 둘째 며느리/ 자존심이 강하고 성공에 대한 야망이 크다. 어쩌다 동석의 말발에 넘어가 결혼까지 한 게 인생의 실수라고 생각한다.
- 김성환: 차일구 역 - 양춘자의 남편. 종갓집 종손으로 겉보기엔 한없이 점잖고 멀쩡하나 실은 한량 기질이 다분하다.
- 박웅: 차주복 역 - 양춘자의 시아버지. 교장선생님 출신의 종갓집 어른. 자존심도 강하고 인간의 도리도 아는 노인네지만 고집이 장난이 아니다.
- 백옥담: 이하지 역 - 종갓집 업둥이. 어려서 업둥이로 들어와 종갓집에서 허드렛일도 하고 양춘자가 장 만드는 것도 도와주면서 자랐다. 하짓날 들어와서 이름이 하지다.
- 이승우: 차산 역 - 차동석의 아들. 나이는 6세지만 아빠인 동석보다 철이 들었고 동석을 닮지 않아서 머리가 영재수준이다.

### 차영아의 시댁 식구들
- 김보연: 장미희 역 - 차영아의 시어머니. 9급 공무원으로 시작해서 차기 동장으로 거의 내정되어 있는 동사무소 2인자 팀장.
- 기태영: 강준수 역 - 장미희의 아들. 머리도 좋고 외모도 잘생긴 훈남 사장. 사업적인 감각이 뛰어나서 망해가는 기획사를 인수해서 성공시켰다. 세상에서 엄마가 최고고 무조건 엄마편인 마마보이 기질이 다분하다.
- 손은서: 차영아 역 - 장미희의 며느리, 양춘자의 딸. 항상 통통 튀고 유쾌한 에너지가 넘치는 에너자이저 공무원이다. 매사에 긍정적이고 낙천적이라서 감정에 솔직하고 뭐든지 열심히 하려는 성격. 남편 준수에게 있어서 모든 우선순위가 어머니라는 것을 결혼 전부터 알았고 이해하기로 했는데 막상 결혼하고나니 그 정도가 훨씬 심한걸 보고 조금 서운하다.

### 그 외 인물들
- 이문희: 최순희 역 - 국밥집 주인. 양춘자가 시장에 갈 때면 자주 들르는 국밥집 주인. 가끔씩 일손이 필요할 때면 양춘자 집으로 와서 일을 도와준다.
- 경준: 배용준 역 - 학원 원장. 유명학원 강사로 떼돈을 벌어서 본인의 학원을 따로 차린다. 남편과 가족들 때문에 힘들어하는 세미를 물심양면 도와준다.
- 이용주: 오상식 역 - 루비 매니저. 인영이 속한 걸그룹 ‘루비’의 매니저.
- 정다솔: 허순정 역 - 덕선동 주무관. 장미희와 차영아가 일하는 덕선동 주민센터 주무관.
- 이정호: 한 피디 역
- 권오현

### 특별 출연
- 앨리스: 걸그룹 루비 멤버 역(1회)
- 김원효(1회)
- 하경(1회)
- 윤다훈(3회)
- 백보람(6회)

## 시청률
아래의 파란색 숫자는 '최저 시청률'이고, 빨간색 숫자는 '최고 시청률'입니다. 시청률조사회사와 지역별로 시청률에 차이가 있을 수 있습니다.
| 2015년 | 2015년   | 2015년         | 2015년       | 2015년         | 2015년       |
| 회차   | 방송일   | TNmS 시청률    | TNmS 시청률  | AGB 시청률     | AGB 시청률   |
| 회차   | 방송일   | 대한민국(전국) | 서울(수도권) | 대한민국(전국) | 서울(수도권) |
| ------ | -------- | -------------- | ------------ | -------------- | ------------ |
| 제1회  | 8월 17일 | 4.6%           | 4.6%         | 6.0%           | 5.7%         |
| 제2회  | 8월 18일 | 5.1%           | 5.5%         | 5.9%           | 5.5%         |
| 제3회  | 8월 24일 | 4.5%           | 5.0%         | 5.7%           | 5.2%         |
| 제4회  | 8월 25일 | 5.1%           | 5.0%         | 4.9%           | 4.7%         |
| 제5회  | 8월 31일 | 4.5%           | 4.7%         | 4.1%           | 4.0%         |
| 제6회  | 9월 1일  | 4.2%           | 4.2%         | 5.7%           | 5.6%         |
| 제7회  | 9월 7일  | 4.7%           | 5.0%         | 5.3%           | 5.2%         |
| 제8회  | 9월 8일  | 5.7%           | 5.9%         | 5.7%           | 5.5%         |
| 제9회  | 9월 14일 | 4.9%           | 5.0%         | 4.3%           | 4.2%         |
| 제10회 | 9월 15일 | 4.6%           | 4.7%         | 3.9%           | 3.9%         |
| 제11회 | 9월 21일 | 4.4%           | 5.0%         | 3.7%           | 3.5%         |
| 제12회 | 9월 22일 | 4.3%           | 4.3%         | 5.2%           | 4.9%         |

## 동시간대 드라마
- MBC 월화드라마
  - 화정(2015년 4월 13일~2015년 9월 29일)
- SBS 월화드라마
  - 미세스 캅(2015년 8월 3일~2015년 9월 29일)

## 참고 사항
- 담당 PD 이덕건은 1999년 《우리는 길 잃은 작은 새를 보았다》 이후 16년 만에 미니시리즈 연출을 맡았다.
- 극의 빈약한 갈등구조와 단순히 웃음만으로 시청자들을 사로잡겠다는 전략이 시청자들에게 먹혀들지 않아[3] 한 자릿수 시청률로 기대 이하의 성적에 그쳤다.
- 여주인공인 다솜의 코믹 연기는 합격점을 받았다.[4]
- 다솜과 이덕건 PD는 《사랑은 노래를 타고》 이후 약 1년 만에 재회했다.
- 고두심은 동시기 KBS 2TV 주말 드라마 부탁해요, 엄마에도 출연 중이었다.